# Victor Boniface
Victor Okoh Boniface (Akure, 23 de dezembro de 2000) é um futebolista nigeriano que atua como centroavante. Atualmente, joga pelo Bayer Leverkusen e pela Seleção Nigeriana.

## Carreira

### Bodø/Glimt
Boniface assinou com o Bodø/Glimt em 4 de março de 2019. Ele sofreu uma lesão nos ligamentos apenas duas semanas depois de assinar com o Glimt, o que provavelmente o manteria afastado durante a temporada de 2019. Boniface foi selecionado para a seleção sub-20 da Nigéria para jogar a Copa das Nações Africanas Sub-20 de 2019, mas teve que se retirar da seleção devido a uma lesão. Mesmo assim, em setembro de 2019, ele fez sua estreia na liga pelo Bodø/Glimt.

### Union SG
Em 8 de agosto de 2022, Boniface assinou um contrato de quatro anos com a Union SG, da Bélgica. O Union chegou às quartas de final da Liga Europa de 2022–23, na qual Boniface conseguiu marcar seis gols na competição, para ser o artilheiro junto com Marcus Rashford.

### Bayer Leverkusen
Em 22 de julho de 2023, Boniface assinou com o Bayer Leverkusen, clube da Bundesliga, até 30 de junho de 2028 e recebeu o número 22. Ele fez sua estreia na Bundesliga como titular em 19 de agosto, em uma vitória em casa por 3–2 sobre o RB Leipzig. Na semana seguinte, em 26 de agosto, ele marcou seus primeiros gols na Bundesliga ao marcar dois gols no Borussia Park, na vitória por 3 a 0 no derby fora de casa contra o Borussia Mönchengladbach.

## Títulos
Bodø/Glimt
- Campeonato Norueguês: 2020,[8] 2021[9]

Bayer Leverkusen
- Campeonato Alemão: 2023–24
- Copa da Alemanha: 2023–24
- Supercopa da Alemanha: 2024

## Seleção Nigeriana
Boniface estreou-se pela Nigéria no dia 10 de setembro de 2023, entrando aos 64 minutos no lugar de Taiwo Awoniyi. Ele também deu uma assistência instantânea ao seu compatriota, Samuel Chukwueze.